# Wilhelm Walter
Wilhelm Walter fue un deportista suizo que compitió en remo. Ganó dos medallas de plata en el Campeonato Europeo de Remo, en los años 1913 y 1920.

## Palmarés internacional
| Campeonato Europeo | Campeonato Europeo | Campeonato Europeo | Campeonato Europeo |
| Año                | Lugar              | Medalla            | Prueba             |
| ------------------ | ------------------ | ------------------ | ------------------ |
| 1913               | Gante (Bélgica)    | Medalla de plata   | Ocho con timonel   |
| 1920               | Mâcon (Francia)    | Medalla de plata   | Doble scull        |